# Möbelinstitutet
Möbelinstitutet var ett svenskt, delvis statligt finansierat organ för forsknings- och utvecklingsarbete inom möbelområdet av intresse för konsumenter, producenter och distributörer. Det grundades 1967 och lades ner 1995. Möbelinstitutet stod bakom Möbelfakta-deklarationerna.

## Förhistoria
Det möbelinstitut som bildades 1967 föregicks av närmare 20 års arbete med studier av möblers funktioner inom Svenska Slöjdföreningen (numera Föreningen Svensk Form). Brita Åkerman tog initiativ till det arbete med möbelforskning, som åren 1948-1985 leddes av Erik Berglund. 
Efter andra världskriget var en period av intensivt arbete inom bostadsbyggande. Det fanns en målmedveten bostadspolitik, bostadsforskning och konsumentupplysning. Slöjdföreningen såg sedan länge som sin uppgift att påverka miljön positivt och hade gjort undersökningar om svenska hem, bland annat bostädernas beskaffenhet och möblering. 
Man fann stor trångboddhet och ofta dålig inredning, tog sig an uppgiften att förbättra boendet och ville till vanligt folk sprida upplysning om goda varor. Under 1940- och 50-talen startades 98 studiecirklar i bokunskap. Lena Larsson gjorde en undersökning om möbleringen hos 100 familjer. Brita Åkerman besökte 214 familjer och berättade i sin bok Familjen som växte ur sitt hem (1941) om den låga standarden på sovplatserna. En utredning gjord av socialstyrelsen 1947 visade samma dystra bild.
1945 anställdes fil. lic. Brita Åkerman som biträdande direktör för Slöjdföreningen för att förstärka den pedagogiska verksamheten. Hon kom närmast från Aktiv Hushållning, hade erfarenhet från social forskning, folkbildningsarbete och undersökningsverksamhet och var en av fem kvinnor som bildade Hemmens forskningsinstitut. 
Samma år anställdes också Erik Berglund av föreningen som studieledare. Han var utbildad vid Carl Malmstens verkstadsskola, hade också en tid arbetat som illustratör åt Gregor Paulsson med bokverket Svensk Stad. Erik Berglund arbetade hos Svenska Slöjdföreningen 1945-1967 och var därefter under 18 år chef för Möbelinstitutet. De möbelfunktionsstudier som inleddes 1948 resulterade i kravspecifikationer och metoder och apparatur för provning av möblers egenskaper. Mycket arbete gjordes också för att få fram deklarationer för redovisning av möblers kvalitet.
Familjernas sovplatser var ett av de besvärligaste problemen och Erik Berglund fick 1948 uppdraget att studera detta problem. Det blev den första av föreningens möbelfunktionsundersökningar, som 1950 redovisades i boken Bäddmöbler, en utredning om mått och typer. 
Utredningen fick snabbt genomslag i produktionen och förslagen till mått på sängbottnar och madrasser blev svensk standard 1949. Andra utredningar på möbelområdet gällde bord, skåp, hyllor och sittmöbler.
Tillsammans med sina medarbetare lämnade Erik Berglund Slöjdföreningen efter 22 år och arbetet fortsatte i det nybildade Möbelinstitutet, som startade den 1 juli 1967.

## Institutet bildas
Möbelinstitutet startade 1 juli 1967. Det föregicks av en undersökningsverksamhet inom dåvarande Svenska Slöjdföreningen (nu Föreningen Svensk Form). På initiativ av Brita Åkerman påbörjades där möbelstudier med Erik Berglund som projektledare. Institutets uppgift var enligt stadgarna forsknings- och utvecklingsarbete inom möbelområdet av intresse för konsumenter, producenter och distributörer. I en programförklaring framhölls att resultaten från institutets verksamhet skulle vara underlag för utvecklingsarbete inom industrin och upplysningsverksamhet om möbler.
1967-1971 hade institutet som huvudman en ideell förening. I styrelsen ingick företrädare för olika intressegrupper: Konsumentintressen, möbelbranschen och utbildning/formgivning.
Erik Berglund (född 1921, avled 2008) var institutets chef 1967-1984 och efterträddes som vd av Irene Arell från 1985 till 1992. Per Berg (född 1925) var vice vd med ansvar för administration och ekonomi samt styrelsens sekreterare 1967-1987. Han tillförordnades 1992 som vd med uppgift att avveckla verksamheten i Stockholm efter styrelsens beslut att flytta institutet till Jönköping, vilket skedde vid årsskiftet 1992/1993.
Lokaler hyrdes i Konstfackskolans byggnad i Stockholm. Redan från första året omfattade verksamheten utveckling av provningsutrustning och -metodik, möbelprovning, funktions- och måttstudier, klassifikations- och nomenklaturfrågor, marknadsinventeringar, jämförande varuundersökningar, kvalitetsredovisning, medverkan i standardisering samt konsultations- och annan uppdragsverksamhet.

## Finansiering
Syftet var inte att verksamheten skulle ge vinst, och från början fanns inget eget finansiellt kapital. Statliga Styrelsen för Teknisk Utveckling (STU) kom in som medfinansiär i samband med att Stiftelsen för möbelforskning bildades 1971. Så småningom fick institutet ihop ett eget kapital som 1992 hade vuxit till 1,2 Mkr.  
Institutets arbete vann snabbt respekt i vida kretsar. Uppdrag från institutioner som bevakade möblering av våra offentliga miljöer – arbetsmiljö, skolmiljö och vårdmiljö – visade att institutets arbete uppskattades. I samarbetet med de nordiska systerorganisationerna visade dessa sin uppskattning genom att ge ekonomiska bidrag till det svenska Möbelinstitutet.

## Forsknings- och utvecklingsarbete
Funktionsstudier, med början 1948 inom Svenska Slöjdföreningen och senare inom Möbelinstitutet, var grunden för forskningsinsatserna. För arbetsplatser och hemmabruk behövdes ergonomiskt anpassade möbler. Riktigt konstruerade sitt- och liggmöbler kunde motverka en av de vanligaste folksjukdomarna – dåliga ryggar och olycksfall inträffade ibland på grund av dåliga möbelkonstruktioner.

## Information
Informationen riktades till branschföretag och brukare genom publikationer, utställningar, seminarier, symposier och informationsdagar på många håll i landet.

## Kvalitetsredovisning
Till en början samarbetade institutet om kvalitetsredovisning för möbler med Varudeklarationsnämnden (VDN. VDN-deklarationerna ersattes 1972 av Möbelinstitutets eget system Möbelfakta.
Möbelfakta-deklarationerna upplyste om för brukaren viktiga egenskaper, till exempel hållfasthet, ytornas tålighet samt materialkvalitet och noggrannhet i utförandet. Generellt användes endast mätbara kriterier, och de egenskaper som deklarerades kunde kontrolleras mot svenska och internationella standarder för provningsmetoder och kravnivåer. 
När Möbelfakta-systemet infördes, fick institutet mycken positiv uppmärksamhet hos både konsumentföreträdare och möbelbranschen. I Konsumenttekniska nämndens rapport 1991/92 kunde man t.ex. läsa: Det svenska Möbelfaktasystemet är sannolikt ett av de mest utvecklade försöken att fastställa brukarkrav och att överföra dessa krav på produktegenskaper i en form som ger underlag för konsumenternas val på en marknad.
Men etiketterna med Möbelfakta-deklaration var inte populära hos alla möbelhandlare. Den största betydelsen fick Möbelfakta genom att kravspecifikationerna och deklarationsanvisningarna med sina graderade egenskapskrav användes av professionella inköpare.
Kooperativa Förbundet började använda Möbelfakta för konsumentinformation 1972 och Ikea 1973. Både KF och Ikea byggde egna provningslaboratorier efter Möbelinstitutets specifikationer. Möbelfakta-systemet blev ett viktigt instrument för företagens beställningar av möbler och kontroll av levererade produkter, liksom vid hantering av reklamationer. Med Möbelfaktas hjälp kunde KF och Ikea visa att även lågprismöbler kunde hålla en rimlig kvalitetsnivå.

## Uppdragsprovning
Försvarets materielverk (FMV) svarade för avtal om upphandling av möbler och inredning till statliga myndigheter. FMV krävde att tillverkarnas möbler skulle deklareras med Möbelfakta. Det bidrog i hög grad till att antalet deklarerade möbler blev förhållandevis stort.
Att allt flera utlandstillverkade möbler kom till institutet för provning var ett tecken på den ökande konkurrens som svensk möbelindustri utsattes för. Glädjande var att allt flera provningsrapporter fick tas fram på främmande språk, vanligast engelska. Det visade att svenska möbelexportörer ansåg att Möbelfakta var en god hjälp när de ville hävda sig ute i världen.
Efter introduktionen av Möbelfakta ökade antalet provningsuppdrag. Antalet uppdragsgivare var i början av 1970-talet mellan 100 och 150 och låg vid 1980-talets slut på omkring 300. Årliga antalet utfärdade provningsrapporter var då närmare 1000.

## Möbelinstitutet flyttas
Personer i Möbelinstitutets styrelse ansåg att institutet borde flyttas till Jönköping. Man trodde att institutet där skulle få bättre förankring med branschen i den region där möbelindustrin hade sin tyngdpunkt. Samlokalisering med Träteks avdelning i Jönköping påstod man skulle ge samordningsvinster, lägre kostnader och ökade bidrag från möbelindustrin. 
Av personalen var det endast två provningstekniker som var villiga att flytta med. Från flera håll varnades för att det skulle ta flera år att bygga upp ny kompetens, eftersom inga erfarna medarbetare ville flytta till Jönköping, och att risken var stor att verksamheten snart skulle försvinna om man flyttade institutet, utan VD och personal. 
Styrelsen var väl medveten om denna risk, men trots detta och utan att utreda de ekonomiska konsekvenserna beslutade styrelsen i mars 1992 om flyttning till Jönköping. 
I Jönköping var kommunen positiv till institutets flyttning och satsade över 11 miljoner kronor på ombyggnad av lokaler. 
Flyttningen genomfördes vid årsskiftet 1992/1993. Som en följd av försummelser och felprioriteringar av styrelsen och den verkställande ledningen blev institutet redan sex månader efter flytten konkursmässigt efter miljonförlust. Efter ytterligare ett par år med miljonförluster togs i mars 1995 beslut om likvidation, där svenska staten och Jönköpings kommun fick skjuta till betydande belopp.